# Коробко Олександр Володимирович
Олександр Володимирович Коробко (туркм. Aleksandr Korobko, рос. Александр Владимирович Коробко, нар. 16 січня 1970) — радянський, туркменський та російський футболіст, який виступав на позиції воротаря. Відомий насамперед виступами за футбольний клуб «Копетдаг» у чемпіонаті Туркменістану, клубах вищого дивізіону Казахстану, а також виступами за національну збірну Туркменістану з футболу.

## Клубна кар'єра
Олександр Коробко розпочав виступи на футбольних полях у 1990 році у клубі другої нижчої союзної ліги «Ахал», а наступного року перейшов до складу найсильнішої на той час команди Туркменістану, яка грала у буферній зоні другої ліги, «Копетдаг» з Ашхабада. Після розпаду СРСР «Копетдаг» розпочав виступи вже в чемпіонаті незалежного Туркменістану. Коробко грав у команді до 1999 року, та виграв із командою 5 титулів чемпіона країни, а також 4 рази став володарем Кубка Туркменістану. У кінці 1999 року Олександр Коробко перейшов до казахського клубу вищого дивізіону «Восток-Алтин», у якому грав до середини 2000 року. У другій половині 2000 року повернувся до «Копетдага», в якому грав до середини 2001 року. У 2001 році перейшов до російської команди першої ліги «Волгар-Газпром» з Астрахані, проте зіграв у команді лише 1 матч. Під час виступів у Росії отримав громадянство цієї країни. У 2002 року Коробко знову став гравцем команди «Восток-Алтин», а в середині цього ж року став гравцем іншої казахської команди вищого дивізіону «Кайсар». У 2003 році Олександр Коробко завершив виступи у професійних командах, після чого до 2010 року грав за аматорські команди Краснодарського краю, останньою з яких була «ГНС-Спартак» із Краснодара.

## Виступи за збірні
Олександр Коробко після розпаду СРСР розпочав виступи у національній збірній Туркменістану. Він грав у першій зустрічі туркменської збірної, у якій вона поступилася збірній Казахстану з рахунком 0-1 у Алма-Аті. У складі збірної Коробко грав на Азійських іграх 1994 року в Японії, та на Азійських іграх 1998 року в Таїланді. Усього в складі збірної Олександр Коробко зіграв 30 матчів, завершив виступи в національній команді в 2001 році.

## Досягнення
- Чемпіон Туркменістану (5): 1992, 1993, 1994, 1995, 1998.
- Володар Кубка Туркменістану (4): 1993, 1994, 1996, 1999.